# Dreaming of You
Dreaming of You je páté a poslední studiové album americké zpěvačky Seleny. Vydáno bylo posmrtně v červenci roku 1995 (zpěvačka zemřela v březnu toho roku) společností EMI Records. Na produkci nahrávky se podíleli Keith Thomas, Guy Roche, Rhett Lawrence, Arto Lindsay, Susan Rogers, David Byrne, A.B. Quintanilla a José Hernàndez. Album se umístilo na první příčce hitparády Billboard 200 a stalo se několikrát platinovým.

## Seznam skladeb
1. „I Could Fall in Love“ – 4:42
2. „Captive Heart“ – 4:24
3. „I'm Getting Used to You“ – 4:03
4. „God's Child (Baila Conmigo)“ – 4:16
5. „Dreaming of You“ – 5:15
6. „Missing My Baby“ – 4:13
7. „Amor Prohibido“ – 2:56
8. „Wherever You Are (Donde Quiera Que Estés)“ – 4:29
9. „Techno Cumbia“ – 4:45
10. „El Toro Relajo“ – 2:20
11. „Como la Flor“ – 3:05
12. „Tú Sólo Tú“ – 3:13
13. „Bidi Bidi Bom Bom“ – 3:42

## Obsazení
- Selena – zpěv
- Trey Lorenz – doprovodné vokály
- David Byrne – kytara, harmonium, perkuse, zpěv
- Barrio Boyzz – zpěv
- Full Force – doprovodné vokály, klávesy, programování
- Mariachi Sol de Mexico – doprovodné vokály
- Donna De Lory – doprovodné vokály
- Pete Astudillo – doprovodné vokály, tamburína
- Marc Antonie – kytara
- Neil Stubenhaus – baskytara
- Art Meza – perkuse
- Luis Conte – perkuse
- Jerry Hey – žestě
- Dan Higgins – žestě
- Gary Grant – žestě
- Bill Reichenbach Jr. – žestě
- Paul Socolow – baskytara
- Todd Turkisher – bicí
- Valerie Naranjo – marimba
- Ricky Vela – klávesy, programování
- Joe Ojeda – klávesy
- Chris Pérez – kytara
- Suzette Quintanilla Arriaga – bicí
- Nick Moroch – kytara